# Shadow Bluff
Shadow Bluff (in lingua inglese Falesia dell'ombra) è una falesia rocciosa antartica situata subito a ovest del McGregor Range, alla congiunzione tra il Ghiacciaio Tucker e il Ghiacciaio Leander, nei Monti dell'Ammiragliato, in Antartide.
È un importante punto di riferimento durante i percorsi con le slitte nella zona del Ghiacciaio Tucker e rimane  quasi sempre in ombra. La denominazione è stata assegnata nel gennaio 1958 da un gruppo geologico della New Zealand Geological Survey Antarctic Expedition (NZGSAE), 1957-58, in associazione con quella del vicino Monte Shadow, proprio in riferimento alla caratteristica di rimanere prevalentemente in ombra.